# Survivor Series (2020)
Survivor Series (2020) — тридцать четвёртое в истории PPV-шоу Survivor Series, производства американского рестлинг-промоушна WWE. Шоу прошло 22 ноября 2020 года в Amway Center в Орландо, Флорида, США.

## Производство

### Предыстория
Survivor Series — это ежегодное гиммиковое PPV реслинг-шоу, выходящий от WWE каждый ноябрь с 1987 года. Второе по продолжительности PPV в истории (после Рестлмании WWE), одно из первых четырёх PPV промоушена, наряду с Рестлманией, Королевской битвой и Саммерсламом, получившее название «Большой четверки». Survivor Series традиционно характеризуется проведением матчей, которые являются командными матчами на выбывание, обычно объединяющих в команды из четырёх или пяти рестлеров друг против друга. В 2016 году WWE вновь ввела разделение брендов, теперь Survivor Series сосредоточились вокруг конкуренции за превосходство брендов между Raw и SmackDown. В 2019 году была представлена бывшая территория развития WWE NXT, участвующая в конкуренции за превосходство между брендов; однако 2020 году NXT не будет участвовать в шоу. Вследствие этого на турнире 2020 года состоятся традиционные матчи 5-на-5 на выбывание для мужчин и женщин между Raw и SmackDown. Survivor Series 2020 года станет 34-м событием в своей хронологии, а также отметит 30-ю годовщину дебюта Гробовщика в WWE, которое произошло в 1990 году.
Начиная с шоу 2017 года, чемпионы Raw столкнулись с другими чемпионами из бренда SmackDown в матчах без титула на кону. В 2019 году с добавлением NXT стали проходить матчи тройной угрозы между чемпионами трёх брендов, в 2020 году без участия бренда NXT, матчи вновь вернулись вокруг конкуренции за превосходство брендов между чемпионами Raw и SmackDown. Survivor Series (2020) будут представлены: действующий Чемпион WWE против Чемпиона Вселенной WWE, Чемпион WWE Raw среди женщин сталкивается c Чемпионом WWE SmackDown среди женщин, Чемпион Соединённых Штатов WWE столкнется против Интерконтинентального чемпиона WWE, а Командные чемпионы WWE Raw столкнутся с Командными чемпионами WWE SmackDown.

#### Последствия пандемии COVID-19
В результате пандемии COVID-19 WWE представляла большую часть своих шоу из Подготовительного центра WWE в Орландо, штат Флорида, с середины марта без присутствия фанатов, хотя в конце мая промоушен начал использовать стажеров Подготовительного центра в качестве живой аудитории, которая в середине июня была дополнительно расширена до друзей и членов семьи рестлеров. 17 августа WWE объявила, что в «обозримом будущем» все будущие еженедельники и PPV будут проходить в Amway Center, более крупном месте, также расположенном в Орландо, начиная с эпизода SmackDown 21 августа. Кроме того, шоу теперь имеют новый опыт просмотра фанатов под названием «ThunderDome», который использует дроны, лазеры, пиротехнику, дым и проекции. Около тысячи светодиодных досок были установлены в центре Amway, чтобы болельщики могли практически бесплатно посещать мероприятия и быть замеченными на рядах и рядах светодиодных досок. Звук арены также смешивается с звуком виртуальных болельщиков, так что можно услышать крики болельщиков. Первоначальное соглашение WWE с Amway Center истекло 31 октября, но с возможностью продления контракта с уведомлением за две недели. 12 октября PWInsider сообщил, что контракт был продлён, при этом Fightful раскрыл дату истечения срока действия изменённого контракта до 24 ноября. Survivor Series (2020) стал последним PPV, проведенной в Amway Center, поскольку WWE переезжает ThunderDome на Tropicana Field в Санкт-Петербург, Флорида, начиная с эпизода «SmackDown» от 11 декабря. Переезд был сделан в связи с началом сезона НБА 2020-21, поскольку Amway Center является домашней ареной Орландо Мэджик.
411Mania сообщила, что в отличие от прошлогоднего Survivor Series, пандемия COVID-19 стала причиной того, что бренд NXT не будет участвовать. Вспышки вируса произошли на обеих домашних аренах NXT, Full Sail University и WWE Performance Center, что побудило WWE исключить рестлеров NXT из шоу, тем самым избежав потенциальных передач вируса членам ростера Raw и SmackDown.

### Сюжетные линии
Поединки происходили из сценарных сюжетных линий, где рестлеры изображали героев, злодеев или менее различимых персонажей в сценарных линих, которые создавали напряжение и завершались реслинг матчей или серией матчей. Результаты были предопределены сценаристами WWE на бренды Raw и SmackDown, как и сюжетные линии созданные в еженедельных телевизионных шоу WWE, Monday Night Raw и Friday Night SmackDown.

#### Квалификационные матчи на участие Survivor Series
Отборочные матчи к мужскому традиционному матчу Survivor Series начались на эпизоде Raw 26 октября. Эй Джей Стайлз, Кит Ли и Шеймус заработали три первых места в Команде Raw, победив соответственно Джеффа Харди, Элайаса проиграл Мэтту Риддлу. На следующей неделе Браун Строуман квалифицировался в команду, победив Ли и Шеймуса в матче с тройной угрозой. Первые два члена команды SmackDown были определены в эпизоде SmackDown 30 октября. Кевин Оуэнс и Джей Усо квалифицировались, победив Дольфа Зигглера и Дэниела Брайана. На следующей неделе Король Корбин и Сет Роллинс квалифицировались, победив Рея Мистерио и Отиса. На эпизоде 20 ноября официальный представитель WWE Адам Пирс назвал Отиса последним членом команды SmackDown.
Для традиционного женского матча Survivor Series все пять членов Команды Raw были раскрыты на эпизоде Raw от 26 октября. Официальные лица WWE Адам Пирс и Пэт Бак объявили, что Командные чемпионы WWE среди женщин Ная Джакс и Шейна Басзлер, а также Мэнди Роуз и Дана Брук будут представлять Команду Raw. Пятое и последнее место было определено фатальным четырёхсторонним матчем, который Лана выиграла, победив Лэйси Эванс, Пейтон Ройс и Никки Кросс. На эпизоде Raw от 16 ноября из-за того, что Джакс и Басзлер атаковали руку Роуз во время командного матча, а затем за кулисами член группировки Возмездия Расплата атаковала Брук за кулисами, и Роуз, и Брук были признаны неспособными выступать на Survivor Series, поэтому Пирс объявил, что они будут заменены Эвансом и Ройсом. Первый член команды SmackDown был определён в эпизоде SmackDown 30 октября. Бьянка Белэйр выиграла это место, победив Билли Кей и Наталью в матче тройной угрозы. Руби Райотт заняла второе место на эпизоде SmackDown 6 ноября, она победила Наталью и Зелину Вегу в матче тройной угрозы. На эпизоде 13 ноября Лив Морган квалифицировалась в команду SmackDown, победив Челси Грин, Наталью и Тамину в фатальном четырёхстороннем матче. На следующей неделе Пирс добавил Бейли в команду, и Наталья победила Тамину, чтобы выиграть последнее место в команде SmackDown.

#### Матчи чемпионов за превосходство брендов
Все четыре матча чемпионов за превосходство брендов были анонсированы на эпизоде Raw от 26 октября. Ранее было объявлено, что Чемпион WWE от Raw Рэнди Ортон встретится с Вселенским чемпионом от SmackDown Романом Рейнсом, Чемпион Raw WWE среди женщин Аска встретится с Чемпионом WWE SmackDown среди женщин Сашей Бэнкс, Чемпион США от Raw Бобби Лэшли встретится с Интерконтинентальным чемпионом от SmackDown Сами Зайном, а Командные чемпионы Raw Новый День (Кофи Кингстон и Ксавье Вудс) встретятся с Командными Чемпионами SmackDown Уличная Нажива (Анджело Докинз и Монтес Форд).
В течение следующих нескольких недель пять чемпионов защищали свои титулы перед Survivor Series, причем четверо из них защитили свои титулы, сохранив их такими же, как и изначально объявленные. Чемпионом WWE SmackDown среди женщин Саша Бэнкс защитила свой титул против Бейли на эпизоде SmackDown от 6 ноября, Бобби Лэшли сохранил Чемпионат Соединённых Штатов против Титуса О’Нила на эпизоде от Raw 9 ноября, Интерконтинентальный чемпион Сами Зейн сохранил свой титул против Аполло Крюса на эпизоде SmackDown 13 ноября, и The New Day защитили свои командные пояса Raw против The Hurt Business (Седрик Александер и Шелтон Бенджамин) на эпизоде Raw от 16 ноября. Также Командные Чемпионы Уличная Нажива попытались получить информацию о своих противниках Survivor Series от бывшего члена команды New Day Биг И, который сказал им, что Новый день победит. Однако в матче за звание мирового чемпиона среди мужчин ситуация изменилась. После проигрыша чемпионата WWE Рэнди Ортону на Hell in a Cell 25 октября Дрю Макинтайру был дан матч-реванш за титул. До этого Макинтайр появился на эпизоде SmackDown 13 ноября, чтобы противостоять Вселенскому чемпиону Роману Рейнсу, несмотря на то, что тот не был чемпионом WWE. На эпизоде Raw от 16 ноября Макинтайр победил Ортона, и вернул себе звание Чемпиона WWE, таким образом став соперником Рейнса на Survivor Series.

## Шоу

#### Пре-шоу
Во время кик-офф был проведен межбрендовый баттл-роялл из 18 рестлеров, участники которого были равномерно разделены между Raw и SmackDown. В конце матча участник бренда Raw Миз устранил Доминика Мистерио из бренда SmackDown, выиграть матч, дав первую победу в этой ночи, бренду Raw.
Также во время Пре-шоу Гобблади Гоукер, персонаж, который также впервые появился на Survivor Series 1990 года, удержал R-Truth, выиграв Чемпионство WWE 24/7.

#### Предварительные матчи

##### Мужская Команда Raw (Эй Джей Стайлз, Кит Ли, Шеймус, Браун Строуман и Мэтт Ридлл) против Мужской Команды SmackDown (Кевин Оуэнс, Джей Усо, Король Корбин, Сет Роллинс и Отис)
Собственно pay-per-view открылся традиционным мужским матчем 5 на 5 на выбывание, в котором команда Raw (Эй Джей Стайлз, Кит Ли, Шеймус, Браун Строуман и Мэтт Ридлл) (в сопровождении телохранителя Стайлза, Omos) против команды SmackDown (Кевин Оуэнс, Джей Усо, Король Корбин, Сет Роллинс и Отис). Джей и Стайлз начали матч. После того, как Шеймус вошёл в матч, Роллинс присоединился, встал на колени и позволил Шеймусу резко ударить его и выбыть, заявив, что это было «для большего блага.» После устранения Роллинса оставшиеся члены команды SmackDown попытались обсудить стратегию вне ринга только для того, чтобы Строуман справился со всеми ними используя бегущим плечевым захватом. Вернувшись на ринг, Оуэнс исполнил Станнеры на Ли, Шеймусе и Риддле, после чего Стайлз выполнил Phenomenal Forearm на Оуэнсе, тем самым устранить его. Стайлз атаковал Корбина с помощью суперкика, а Риддл выполнил Floating Bro с верхнего каната, устранив Корбина. После того, как Отис выполнил гусеницу на Строумане, Отис попытался сбросить Бомбу Вейдера на Строумана только для того, чтобы Риддл перехватил Отиса. Строуман воспользовался тем, что его отвлекли, и провел Пауэрслам на Отисе, устранив его. Джей атаковал команду Raw шквалом Суперкиков. В конце матча, Джей парировал Phenomenal Forearm от Стайлза и попытался брызнуть на него; однако Ли, который был законным членом команды, перехватил Джея, поймав его в воздухе, и перевел в Spirit Bomb на Джее, выиграть матч с чистым размахом и дать бренду Raw вторую победу за ночь.

##### Уличная Нажива (Анджело Докинз и Монтес Форд) (Командные чемпионы WWE SmackDown) против Нового Дня (Кофи Кингстон и Ксавье Вудс) (Командные чемпионы WWE Raw)
Далее Командные чемпионы WWE SmackDowns Уличная Нажива (Анджело Докинз и Монтес Форд) столкнулись с Командными чемпионами WWE Raw The New Day (Кофи Кингстон и Ксавьер Вудс в сопровождении бывшего члена группировки Биг И из SmackDown); трио вышло одетым как их соответствующие персонажи Gears 5, доступные в качестве загружаемого контента для игры. После начала матча Биг И ушёл за кулисы. После равномерно оспариваемого матча между двумя командами Street Profits выполнили комбинацию электрического стула/блокбастера на Вудсе, выиграть матч за бренд SmackDown, дав SmackDown свою первую победу за ночь. После матча обе команды проявили взаимное уважение друг к другу.

##### Бобби Лэшли (Чемпион Соединенных Штатов Raw) против Сами Зейна (Интерконтинентального чемпиона SmackDown)
После этого Чемпион Соединённых Штатов Raw Бобби Лэшли (в сопровождении группировки Hurt Business MVP, Седрик Александер и Шелтон Бенджамин) столкнулся с Интерконтинентальным чемпионом SmackDown Сами Зайном. Зейн отказался драться с Лэшли и попытался уйти с матча, однако ему помешал Business Hurt. В заключительном моменте Зейн снова попытался уйти, только для, чтобы MVP перехватил его, после чего Зейн попытался убедить рефери, что MVP подставил ему подножку. Затем MVP вернул Зейна обратно на ринг, и Лэшли применил болевой прием на Зейне, заставив его сдаться, тем самым отдав Raw свою третью победу над одной победой SmackDown.

##### Саши Бэнкс (Чемпион WWE SmackDown среди женщин) против Аски (Чемпион WWE Raw среди женщин)
В следующем матче чемпионка Raw среди женщин Аска столкнулась с чемпионкой SmackDown среди женщин Сашей Бэнкс. В конце матча, после серии неудачных бросков друг на друга, Бэнкс удержала Аску внутренней колыбелью, выиграв матч, дав бренду SmackDown вторую победу за ночь.

##### Закулисье
В закулисном сегменте новый чемпион 24/7 Гобблади Гоукер наткнулся на след птичьего корма за кулисами. Когда Гукер начал баловаться с кормом, появившейся Акира Тодзава удержал на Гукера, выиграв титул. Затем появился R-Truth, напал на Тодзаву с мешком птичьего корма и удержал его, вернув себе титул.

##### Женская Команда Raw (Ная Джакс, Шайна Басзлер, Лэйси Эванс, Пейтон Ройс, и Лана) против Женской Команды SmackDown (Бьянка Белэйр, Руби Райотт,Лив Морган,Бэйли,Наталья)
Предпоследний матч стал традиционный женский матч Survivor Series 5 на 5 на выбывание, в котором команда Raw (Ная Джакс, Шейна Басзлер, Лана, Лейси Эванс и Пейтон Ройс) выступала против команды SmackDown (Бьянка Белэйр, Руби Риотт, Лив Морган, Бейли и Наталья). Через несколько минут после начала матча в матч вошла Лана и столкнулась с Натальей. Затем Джакс присоединился, и команда Raw заставила Лану встать на ступеньки ринга, чтобы больше не входить на ринг. Бейли стала первой, кого устранили, после исполненного Дежавю от Ройс исполнил на ней и удержав её. Затем Наталья устранила Ройс, захватив её в шарпшутер и сдаться. Далее Эванс исполнила Право Женщины на Наталье, устранив её. Басзлер заставила Риотт упасть в обморок после Kirifuda Clutch и удержала Риотт, устранить её. Затем Морган удержала Эванс. Потом Морган была устранена Джакс после того, как она выполнила самоанский бросок на ней. Последний оставшийся член команды SmackDown, Белэйр, столкнулся с Басслер, который в конце концов применил Кирифуда Клач на Белэйр, которая добралась до канатов, но Басслер отказался отпустить захват, когда рефери сосчитал до пяти, таким образом, Басслер была устранена по дисквалификации. Затем Белэйр дралась с Джакс. Эти двое вышли за пределы ринга, где Белэйр перекинул Джакс через барьер ринга; однако Белэйр не успела вернуться на ринг до того, как рефери сосчитал до десяти, таким образом, Джакс и Белэйр были устранены по отсчету, оставив Лану единственной выжившей из команды Raw. Это дало Команде Raw четвертую победу за ночь, это автоматически означало, что бренд Raw выиграл битву за превосходство брендов.

#### Мэйн эвент

##### Роман Рейнс (Вселенский чемпион SmackDown) (с Полом Хейманом) против Дрю Макинтайра (Чемпион WWE Raw)
В главном матче ППВ Чемпион WWE Raw Дрю Макинтайр столкнулся со Вселенским чемпионом SmackDown Романом Рейнсом (в сопровождении Пола Хеймана). В конце матча Макинтайр ударил Рейнса своим завершающим приемом Клеймором, но Рейнс непреднамеренно сбил рефери после его удара ногой. Джей Усо, двоюродный брат Рейнса, которому было велено покинуть здание, побежал на ринг и дрался с Макинтайром, позволив Рейнсу нанести удар ниже пояса Макинтайру, за которым последовал суперкик от Джея. Затем Рейнс применил удушающий прием Гильетины на Макинтаире, который потерял сознание, отдав победу Рейнсу. Хотя этот дал пощечину другому выиграть, бренд Raw уже выиграл битву среди брендов четыре матча, а бренд SmackDown всего три.

### Церемония прощания Гробовщика
На Survivor Series 2020 года состоялась церемония выхода на пенсию Гробовщика, который выступал в стенах WWE в течение 30 лет, впервые дебютировав в промоушене в шоу Survivor Series 1990 года. В том, что было заключительным сегментом шоу, Шейн Макмахон, Биг Шоу, Джон «Брэдшоу» Лейфилд, Джефф Харди, Мик Фоули, Крестный отец, Годвинны (Генри и Финес), Савио Вега, Рикиши, Кевин Нэш, Букер Т, Шон Майклс, Рик Флэр, Трипл Эйч и Кейн все вышли на ринг, чтобы начать церемонию. Затем в эфир вышел видеопакет, рассказывающий о карьере Гробовщика, после чего председатель и генеральный директор WWE Винс МакМахон был показан один на ринге и дал краткое, прочувствованное сообщение, прежде чем представить Гробовщика в последний раз. Затем Гробовщик медленно вышел на ринг в полном костюме, где подтвердил свою отставку в эмоциональной прощальной речи, заявив: «пришло мое время позволить Гробовщику покоиться с миром». Гробовщик выполнил свою фирменную коленопреклоненную позу, когда изображение бывшего давнего менеджера Гробовщика, покойного Пола Берера, появилось через голограмму. Гонг прозвенел десять раз, официально положив конец образу Гробовщика. Гробовщик выполнил свою фирменную позу перерезания горла, а затем покинул ринг. Шоу закончилось тем, что Гробовщик снова поднялся по трапу, чтобы в последний раз вскинуть кулак.

## Результаты
| №                                                                   | Матч | Тип матча                                   | Время | Оценки (по 5-бальной шкале) от Дейва Мельтцера | Рейтинг (оценивается по 10-бальной шкале) пользователей сайта Cagematch.net |
| ------------------------------------------------------------------- | --- | ------------------------------------------- | ----- | ---------------------------------------------- | --------------------------------------------------------------------------- |
| 1P                                                                  | Миз выиграл батлл-рояль последним элиминировав Доменика Мистерио | Межбрендовый батлл-рояль из 18 мужчин       | 12:00 | 2.25 звезды                                    | 6.20                                                                        |
| 2                                                                   | Команда Raw (Эй Джей Стайлз, Кит Ли, Шеймус, Браун Строуман и Мэтт Ридлл) победила Команду SmackDown (Кевин Оуэнс, Джей Усо, Король Корбин, Сет Роллинс и Отис)1            | Традиционный матч 5 на 5 на выбывание       | 19:25 | 2.5 звезды                                     | 5.66                                                                        |
| 3                                                                   | «Уличная нажива» (Анджело Докинз и Монтес Форд) (Командные чемпионы WWE SmackDown) победили «Новый день» (Кофи Кингстон и Ксавье Вудс) (Командные чемпионы WWE Raw)         | Чемпионы против Чемпионов не титульный матч | 13:40 | 3.5 звезды                                     | 7.34                                                                        |
| 4                                                                   | Бобби Лэшли (Чемпион Соединённых Штатов Raw) (с MVP, Шелтоном Бенджомином и Седриком Александром) победил Сами Зейна (Интерконтинентального чемпиона SmackDown) по болевому | Чемпион против Чемпиона не титульный матч   | 7:50  | 1.25 звезды                                    | 2.84                                                                        |
| 5                                                                   | Саши Бэнкс (Чемпион WWE SmackDown среди женщин) победила Аску (Чемпион WWE Raw среди женщин)                                                                                | Чемпион против Чемпиона не титульный матч   | 13:05 | 3.75 звезды                                    | 7.79                                                                        |
| 6                                                                   | Команда Raw (Ная Джакс, Шейна Бэйзлер, Лэйси Эванс, Пейтон Ройс, и Лана) победила Команду SmackDown (Бьянка Белэйр, Руби Райотт, Лив Морган, Бэйли, Наталья)                | Традиционный матч 5 на 5 на выбывание       | 23:20 | 2 звезды                                       | 4.76                                                                        |
| 7                                                                   | Роман Рейнс (Вселенский чемпион SmackDown) (с Полом Хейманом) победил Дрю Макинтайра (Чемпион WWE Raw)                                                                      | Чемпион против Чемпиона не титульный матч   | 24:50 | 4.25 звезды                                    | 8.11                                                                        |
| (c) — относится к чемпиону(ам), входящий на матч P — матч в пре-шоу | |                                             |       |                                                |                                                                             |

1. ↑  Порядок выбывания: Джон Моррисон, Калисто, Рей Мистерио, Умберто Каррилло, Анхель Гарса, Седрик Александер, Рикошет, Шелтон Бенджамин, Мерфи, Роберт Руд, Дольф Зигглер, Аполло Крюс, Синсукэ Накамура, Элайас, Джефф Харди, Чед Гейбл, Доминик Мистерио

### Традиционные матчи 5 на 5 на выбывание

#### Мужской
| Номер выбывания | Рестлер                                                              | Кем выбит                                                            | Метод                                                                | Время                                                                |
| --------------- | -------------------------------------------------------------------- | -------------------------------------------------------------------- | -------------------------------------------------------------------- | -------------------------------------------------------------------- |
| 1               | Сет Роллинс                                                          | Шеймус                                                               | Удержание                                                            | 6:05                                                                 |
| 2               | Кевин Оуэнс                                                          | Эй Джей Стайлз                                                       | Удержание                                                            | 12:20                                                                |
| 3               | Король Корбин                                                        | Риддл                                                                | Удержание                                                            | 13:05                                                                |
| 4               | Отис                                                                 | Брон Строумэн                                                        | Удержание                                                            | 17:05                                                                |
| 5               | Джей Усо                                                             | Кит Ли                                                               | Удержание                                                            | 19:25                                                                |
| Выжившие:       | Эй Джей Стайлз, Брон Строумэн, Кит Ли, Риддл, и Шеймус (Команда Raw) | Эй Джей Стайлз, Брон Строумэн, Кит Ли, Риддл, и Шеймус (Команда Raw) | Эй Джей Стайлз, Брон Строумэн, Кит Ли, Риддл, и Шеймус (Команда Raw) | Эй Джей Стайлз, Брон Строумэн, Кит Ли, Риддл, и Шеймус (Команда Raw) |

#### Женский
| Номер выбывания | Рестлер            | Кем выбита         | Метод              | Время              |
| --------------- | ------------------ | ------------------ | ------------------ | ------------------ |
| 1               | Бэйли              | Пейтон Ройс        | Удержание          | 9:55               |
| 2               | Пейтон Ройс        | Наталья            | Болевой            | 11:40              |
| 3               | Наталья            | Лэйси Эванс        | Удержание          | 12:35              |
| 4               | Руби Райотт        | Шейна Бэйзлер      | Удержание          | 16:50              |
| 5               | Лэйси Эванс        | Лив Морган         | Удержание          | 18:00              |
| 6               | Лив Морган         | Ная Джакс          | Удержание          | 19:05              |
| 7               | Шейна Бэйзлер      | N/A                | По дисквалификации | 22:25              |
| 8               | Ная Джакс          | N/A                | Отчет              | 23:20              |
| 9               | Бьянка Белэйр      | N/A                | Отчет              | 23:20              |
| Выжившие:       | Лана (Команда Raw) | Лана (Команда Raw) | Лана (Команда Raw) | Лана (Команда Raw) |

## Заметки
1. ↑  Мероприятие проходило без зрителей из-за пандемии COVID-19 в Соединенных Штатах, в нем участвовала живая толпа виртуальных фанатов через просмотр ThunderDome от WWE.